# Bertram Huppert
Bertram Huppert (Worms, 22 de outubro de 1927) é um matemático alemão.
É especialista em teoria dos grupos.

## Publicações selecionadas
- Endliche Gruppen (Springer, 1967) ISBN 978-3-540-03825-2
- Finite Groups II, III (with N. Blackburn, Springer, 1981/82) ISBN 978-0-387-10632-8 und ISBN 978-3-540-10633-3[1]
- Stochastische Matrizen (with F.J. Fritz, W.Willems, Springer, 1979) ISBN 978-3-540-09126-4
- Angewandte Lineare Algebra (de Gruyter, 1990), ISBN 978-3-11-012107-0
- Character Theory of Finite Groups (de Gruyter, 1998), ISBN 978-3-11-015421-4[2]
- Lineare Algebra (with Wolfgang Willems)(Teubner, 2006), ISBN 978-3-8351-0089-3